# Asseliense
| Era Eratema | Periodo Sistema | Época Serie                | Edad Piso                      | Inicio, en millones de años |
| ----------- | --------------- | -------------------------- | ------------------------------ | --------------------------- |
| Paleozoico  | Pérmico         | Lopingiense Lopingiano     | Changhsingiense Changhsingiano | 254,2±0,1                   |
| Paleozoico  | Pérmico         | Lopingiense Lopingiano     | Wuchiapingiense Wuchiapingiano | 259,51±0,21                 |
| Paleozoico  | Pérmico         | Guadalupiense Guadalupiano | Capitaniense Capitaniano       | 264,28±0,16                 |
| Paleozoico  | Pérmico         | Guadalupiense Guadalupiano | Wordiense Wordiano             | 266,9±0,4                   |
| Paleozoico  | Pérmico         | Guadalupiense Guadalupiano | Roadiense Roadiano             | 274,4±0,4                   |
| Paleozoico  | Pérmico         | Cisuraliense Cisuraliano   | Kunguriense Kunguriano         | 283,3±0,4                   |
| Paleozoico  | Pérmico         | Cisuraliense Cisuraliano   | Artinskiense Artinskiano       | 290,1±0,1                   |
| Paleozoico  | Pérmico         | Cisuraliense Cisuraliano   | Sakmariense Sakmariano         | 293,52±0,17                 |
| Paleozoico  | Pérmico         | Cisuraliense Cisuraliano   | Asseliense Asseliano           | 298,9±0,2                   |
| Paleozoico  | Carbonífero     | Carbonífero                | Carbonífero                    | 358,86±0,19                 |
| Paleozoico  | Devónico        | Devónico                   | Devónico                       | 419,62±1,36                 |
| Paleozoico  | Silúrico        | Silúrico                   | Silúrico                       | 443,1±0,9                   |
| Paleozoico  | Ordovícico      | Ordovícico                 | Ordovícico                     | 486,8 ±1,5                  |
| Paleozoico  | Cámbrico        | Cámbrico                   | Cámbrico                       | 538,8±0,6                   |

El Asseliense o Asseliano es el primer piso y edad del Cisuraliense, y por tanto del Pérmico, en la escala temporal geológica. Sucede al Gzheliense (último piso del Carbonífero) y precede al Sakmariense. Se inició hace unos 298,9 millones de años y terminó hace unos 293,52 millones de años.
El Asseliense se introdujo en la literatura científica por el paleontólogo y geólogo ruso V. E. Ruzhencev en 1874. El nombre procede del río Assel en sur de los Montes Urales, en el óblast de Oremburgo y la república de Baskortostán (Rusia).

## Sección estratotipo y punto de límite global (GSSP)
La sección estratotipo y punto de límite global (GSSP) para la base del Asseliense, y por tanto del Cisuraliense y del Pérmico, se encuentra a unos 50 km de Aktobé, en el valle del río Aidaralash (distrito de Khromtau, provincia de Aktobé, Kazajistán). Se caracteriza por la primera aparición del conodonto Streptognathodus isolatus. El piso y el GSSP fueron aprobados por la Comisión Internacional de Estratigrafía y ratificados posteriormente por la Unión Internacional de Ciencias Geológicas en 1996.
El techo del Asseliense se define por el GSSP de la base del Sakmariense, que se caracteriza por la primera aparición del conodonto Mesogondolella monstra.

## Bioestratigrafía
El Asseliense se divide en cinco biozonas de conodontos (de más moderna a más antigua):
- Zona de Streptognathodus barskovi
- Zona de Streptognathodus postfusus
- Zona de Streptognathodus fusus
- Zona de Streptognathodus constrictus
- Zona de Streptognathodus isolatus